# 2020 au Yukon
Chronologie du Yukon
- 2016
- 2017
- 2018
- 2019
- 2020
- 2021
- 2022
- 2023
- 2024

Cette page concerne des événements d'actualité qui se sont produits durant l'année 2020 dans le territoire canadien du Yukon.

## Politique
- Premier ministre : Sandy Silver (Parti libéral)
- Chef de l'opposition officielle : Stacey Hassard (intérim) (Parti du Yukon)
- Commissaire : Angélique Bernard
- Législature :  34e (en)

## Événements
- 14 janvier : une loyaliste Linda Benoit annonce qu'il se lance dans la course à la chefferie du Parti du Yukon[1].
- 23 mars : deux premiers cas du coronavirus se propage du Yukon. Il s'agit un couple de Whitehorse qui avait assisté à une conférence aux États-Unis après le testament à leur retour[2].
- 25 mars : un troisième cas du coronavirus se propage du Yukon. Il s'agit un voyageur qui est venu d'ailleurs au Canada[3].
- 27 mars : un quatrième cas du coronavirus se propage du Yukon. Il s'agit une résidente de Whitehorse qui a été en contact avec un cas connu[4].
- 30 mars : un cinquième cas du coronavirus se propage du Yukon.
- 1er avril : un sixième cas du coronavirus se propage du Yukon. Il s'agit un voyageur qui est venu de l'étranger.
- 6 avril : un septième cas du coronavirus se propage du Yukon. Il s'agit un voyageur après son retour de l'Europe[5].
- 8 avril : un huitième cas du coronavirus se propage du Yukon et une première dans une communauté rurale. Il s'agit un autre voyageur qui est venu de l'étranger[6].
- 23 mai : le Parti du Yukon se choisit un nouveau chef[7].

## Décès
- 11 février : Maurice Byblow (en), député territoriale de Faro (1978-1985, 1989-1992) (º 23 juin 1946)
- 10 septembre : Terry Buckle (en), prêtre (º 24 août 1940)
- 8 décembre : Arthur MacDonald Pearson (en), commissaire du Yukon (º 20 février 1938)